# Langeron (Nièvre)
Pour les articles homonymes, voir Langeron.
Langeron est une commune française située dans le département de la Nièvre, en région Bourgogne-Franche-Comté.

## Géographie
Le village se situe au sud de Nevers. Entourée de champs, la commune ne connaît aucun relief.

### Climat
Pour des articles plus généraux, voir Climat de la Bourgogne-Franche-Comté et Climat de la Nièvre.
En 2010, le climat de la commune est de type climat océanique dégradé des plaines du Centre et du Nord, selon une étude du Centre national de la recherche scientifique s'appuyant sur une série de données couvrant la période 1971-2000. En 2020, Météo-France publie une typologie des climats de la France métropolitaine dans laquelle la commune est exposée à un climat océanique altéré et est dans la région climatique Centre et contreforts nord du Massif Central, caractérisée par un air sec en été et un bon ensoleillement.
Pour la période 1971-2000, la température annuelle moyenne est de 11,1 °C, avec une amplitude thermique annuelle de 16 °C. Le cumul annuel moyen de précipitations est de 817 mm, avec 11,6 jours de précipitations en janvier et 7,9 jours en juillet. Pour la période 1991-2020, la température moyenne annuelle observée sur la station météorologique de Météo-France la plus proche, « Sancoins », sur la commune de Sancoins à 13 km à vol d'oiseau, est de 11,7 °C et le cumul annuel moyen de précipitations est de 800,9 mm. 
La température maximale relevée sur cette station est de 42,5 °C, atteinte le 11 août 2003 ; la température minimale est de −22,4 °C, atteinte le 16 janvier 1985,,.
Les paramètres climatiques de la commune ont été estimés pour le milieu du siècle (2041-2070) selon différents scénarios d'émission de gaz à effet de serre à partir des nouvelles projections climatiques de référence DRIAS-2020. Ils sont consultables sur un site dédié publié par Météo-France en novembre 2022.

## Urbanisme

### Typologie
Au 1er janvier 2024, Langeron est catégorisée commune rurale à habitat dispersé, selon la nouvelle grille communale de densité à sept niveaux définie par l'Insee en 2022.
Elle est située hors unité urbaine. Par ailleurs la commune fait partie de l'aire d'attraction de Nevers, dont elle est une commune de la couronne,. Cette aire, qui regroupe 93 communes, est catégorisée dans les aires de 50 000 à moins de 200 000 habitants,.

### Occupation des sols
L'occupation des sols de la commune, telle qu'elle ressort de la base de données européenne d’occupation biophysique des sols Corine Land Cover (CLC), est marquée par l'importance des territoires agricoles (96,4 % en 2018), une proportion identique à celle de 1990 (96,4 %). La répartition détaillée en 2018 est la suivante :
prairies (71 %), zones agricoles hétérogènes (19,9 %), terres arables (5,5 %), zones urbanisées (2 %), eaux continentales (1,6 %). L'évolution de l’occupation des sols de la commune et de ses infrastructures peut être observée sur les différentes représentations cartographiques du territoire : la carte de Cassini (XVIIIe siècle), la carte d'état-major (1820-1866) et les cartes ou photos aériennes de l'IGN pour la période actuelle (1950 à aujourd'hui).

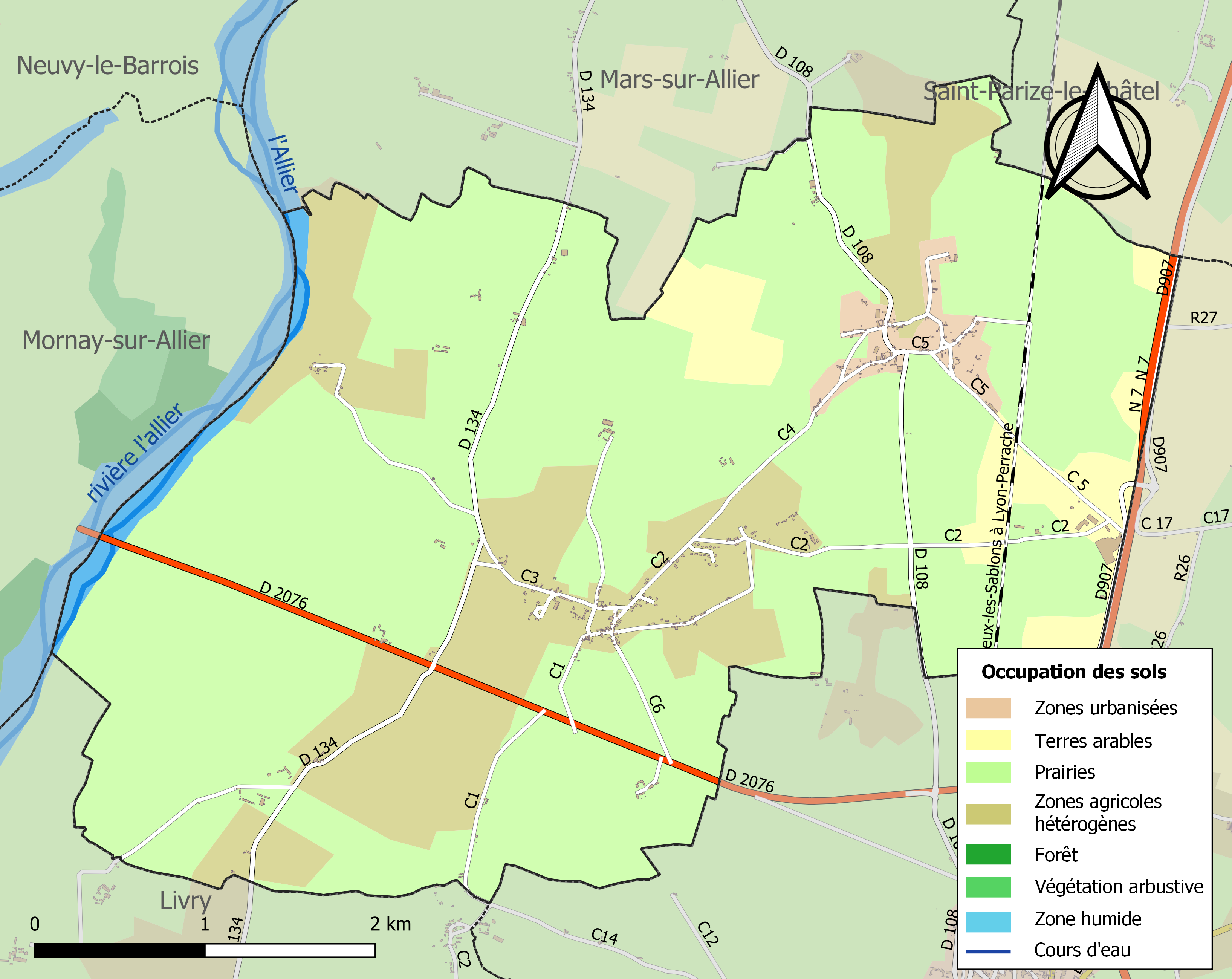
Carte des infrastructures et de l'occupation des sols de la commune en 2018 (CLC).

## Histoire

### Origine du village
Dans les lettres que l'évêque de Nevers, Bernard de Saint-Saulge, adresse aux moines de l'abbaye de Saint-Martin d'Autun, en 1161, il y reconnaît que l'église de « Langerono », relève de cette abbaye. Ce qui est confirmé en 1164, par une bulle du Pape Alexandre III, réfugié alors en France.
En 1400, l'écuyer Louis Andrault prend possession de la baronnie de la Ferté-Chauderon. D'anciennes cartes datant du début du XVIe siècle placent le village près d'un cours d'eau aujourd'hui disparu.
Le comté de Nevers était divisé jusqu'au XVIe siècle, en quatre baronnies. Langeron faisait partie du fief titré baronnie de la Ferté-Chauderon, dont le siège se situait dans l'actuelle commune de Chantenay-Saint-Imbert, alors châtellenie in solidum.
À la suite des guerres Bourbon/Bourgogne, les princes de Bourbon sont dépossédés de leurs terres en Nivernais (incluant la Ferté-Chauderon) qui reviennent à une branche cadette des dauphins d'Auvergne en 1372, plus précisément à Guichard Ier Dauphin de Jaligny, petit-fils de Robert III Dauphin, comte de Clermont, et fils de Robert Ier Dauphin de Jaligny et Isabelle de Châtelperron, dame de la Ferté-Chauderon (mariés en 1329).
La seigneurie est confiée en fief par la famille royale, notamment aux de Mello, comtes de Château-Chinon et surtout barons de la Roche-Milay, l'une des trois autres baronnies du Nivernais. Les de Mello ayant acquis trop de pouvoir au goût du comte de Nevers finissent par se voir déposséder de la Ferté-Chauderon, qui reviendra à la famille Cochet, qui y intégrera la seigneurie de Monts (Mont(s) en Bazois, tout près de Bazolles ; mais il existe aussi Mont à St-Parize, et Mont à Alligny...).
La famille Cochet sera dans l'obligation de vendre sa baronnie en 1440, qui fut achetée par Laurent Andrault, qui serait venu en Nivernais vers 1410 pour fuir la Guerre de 100 ans. Il devint alors baron de la Ferté-Chaudron et seigneur de Monts.

### Siège de baronnie
Les barons de la Ferté-Chauderon étaient les premiers vassaux des comtes de Nevers. Ils étaient, en plus de leur titre de 1er baron, maréchal et sénéchal du Nivernais. Les barons commandaient l'avant-garde du comte lors des départs en guerre et l'arrière-garde lors des retours, choisissaient le meilleur cheval après le comte et voyaient leurs gages doublés par rapport à ceux des autres barons.
Ils étaient les premiers conseillers de leur seigneur. Une coquille comtale permettait aux barons de la Ferté-Chaudron de battre monnaie.
Lorsque la Maison Andrault acquit la baronnie avec l'accord du comte de Nevers, Langeron remplaça le village de la Ferté-Chauderon comme fief principal. Bien que l'administration centrale de la seigneurie demeurât à Châteauneuf, la construction d'un château fort et le transfert de nombreuses installations permirent d'en faire le véritable siège du pouvoir seigneurial des premiers barons du Nivernais. Faisant usage du droit de foire et de marché, les barons de la Ferté décidèrent dès lors de porter le titre de baron de la Ferté-Langeron au début du XVIe siècle.
De là, les barons de la Ferté-Langeron prirent de plus en plus d'influence dans le comté et finirent par acquérir de nouvelles terres, à commencer par la seigneurie d'Alligny vers 1510, ainsi que Buy et Bazolle(s)  vers 1560. Bazolles fut érigée en baronnie par agrégat des châtellenies de Buy et de Bazolle sur autorisation des Gonzague, devenus duc de Nevers vers 1612. Les Andrault reçurent par mariage la baronnie de Cougny (sans doute Cougny vers Azy et St-Pierre) en 1656.
L'Armorial du Nivernais, qui nous rappelle que les fiefs principaux des Andrault de Langeron relevaient des châtellenies de Châteauneuf-sur-Allier (à Mars-sur-Allier) et de Saint-Saulge (tout près de Bazolles), et le Nobiliaire du Berry, nous aident à localiser les domaines des Langeron entre Allier, Loire et Morvan : Alligny semble Alligny, mais il existe aussi Alligny, à Livry ; Bazolle(s) serait Bazolles, mais on trouve aussi Bazolles à Alligny-en-Morvan, ainsi que des La Bazolle ; Buy peut se situer à Mars, avec Buy et Buis, ou à St-Pierre, mais il existe aussi Buis à Chissey ; les Langeron avaient aussi Vaux (sans doute à La Collancelle, près de Bazolles), Moux (près d'Alligny-en-Morvan), et Contancin/Contencin à Chantenay...

### Le déclin du village
Lorsque le comté et les comtes ou ducs de Nevers tombèrent dans l'orbite de la famille royale, la Maison Andrault se rapprocha des Bourbon-Condé, dont ils devinrent clients. Devenus des proches de la famille royale et malgré leur participation à la Fronde, les Andrault verront leur terre de Langeron érigée en comté par une lettre patente de Louis XIV en 1669.
Les Andrault se titrèrent dès lors comte de Langeron, baron de la Ferté et de Cougny, seigneur de Mont(s), de Buy, de L'Isle de Mars et d'Alligny. Bazolle fut érigée en comté et vendue aux Duzée.
De leur union 1684 avec les du Gouray, la Maison Andrault acquit le marquisat de la Coste en Bretagne, ainsi que la baronnie de Sassy.
Leur fulgurante ascension (ils reçurent les honneurs de la Cour) les éloignèrent de leurs terres en Nivernais pour Versailles et le château de la Coste.
Lorsque le château fort devint trop délabré, un vaste chantier de modernisation fut entrepris à Langeron et un nouveau château fut érigé au XVIe siècle, puis agrandi au XVIIe siècle.
Malgré les travaux faits dans leur château, la Maison Andrault préférera les fastes de la cour de Versailles. Les nombreuses charges militaires et civiles (lieutenance générale de Bretagne par exemple) les obligeront à préférer la Coste à Langeron qui finira par lentement décliner, ne devenant plus qu'un petit village parmi d'autres.

### La fin du comté
Lorsque la Révolution éclate, Alexandre-Louis Andrault, alors colonel au service de Louis XVI au régiment d'Armagnac, soutiendra la monarchie jusqu'à la fin. Cet acharnement à défendre le roi l'obligera à émigrer en Russie, abandonnant l'ensemble de ses biens.
Le comté de Langeron fut démantelé, le château, ainsi que toutes les installations seigneuriales brûlées.
À leur retour en France, les descendants de la Maison Andrault s'installèrent vers Nevers et Montargis.
Le village continua à décliner jusqu'à nos jours pour connaître un léger regain démographique au début du XXIe siècle.

## Politique et administration
| Période                                  | Période   | Identité         | Étiquette        | Qualité                                             |
| ---------------------------------------- | --------- | ---------------- | ---------------- | --------------------------------------------------- |
| mars 2014                                | mars 2020 | Virginie Pacquet | SE               | Éleveur                                             |
| mars 2020                                | En cours  | David Verron     | SE puis Horizons | Fonctionnaire, conseiller départemental depuis 2021 |
| Les données manquantes sont à compléter. |           |                  |                  |                                                     |

## Démographie
L'évolution du nombre d'habitants est connue à travers les recensements de la population effectués dans la commune depuis 1793. Pour les communes de moins de 10 000 habitants, une enquête de recensement portant sur toute la population est réalisée tous les cinq ans, les populations de référence des années intermédiaires étant quant à elles estimées par interpolation ou extrapolation. Pour la commune, le premier recensement exhaustif entrant dans le cadre du nouveau dispositif a été réalisé en 2006.

En 2022, la commune comptait 343 habitants, en évolution de −7,05 % par rapport à 2016 (Nièvre : −3,28 %, France hors Mayotte : +2,11 %).
| 1793 | 1800 | 1806 | 1821 | 1831 | 1836 | 1841 | 1846 | 1851 |
| ---- | ---- | ---- | ---- | ---- | ---- | ---- | ---- | ---- |
| 682  | 638  | 635  | 740  | 678  | 694  | 651  | 758  | 877  |

| 1856 | 1861 | 1866 | 1872 | 1876 | 1881 | 1886 | 1891 | 1896 |
| ---- | ---- | ---- | ---- | ---- | ---- | ---- | ---- | ---- |
| 820  | 831  | 853  | 840  | 804  | 794  | 738  | 715  | 697  |

| 1901 | 1906 | 1911 | 1921 | 1926 | 1931 | 1936 | 1946 | 1954 |
| ---- | ---- | ---- | ---- | ---- | ---- | ---- | ---- | ---- |
| 663  | 643  | 634  | 544  | 527  | 444  | 476  | 432  | 426  |

| 1962 | 1968 | 1975 | 1982 | 1990 | 1999 | 2006 | 2011 | 2016 |
| ---- | ---- | ---- | ---- | ---- | ---- | ---- | ---- | ---- |
| 432  | 385  | 363  | 338  | 316  | 356  | 382  | 399  | 369  |

| 2021 | 2022 | - | - | - | - | - | - | - |
| ---- | ---- | - | - | - | - | - | - | - |
| 348  | 343  | - | - | - | - | - | - | - |

## Lieux et monuments

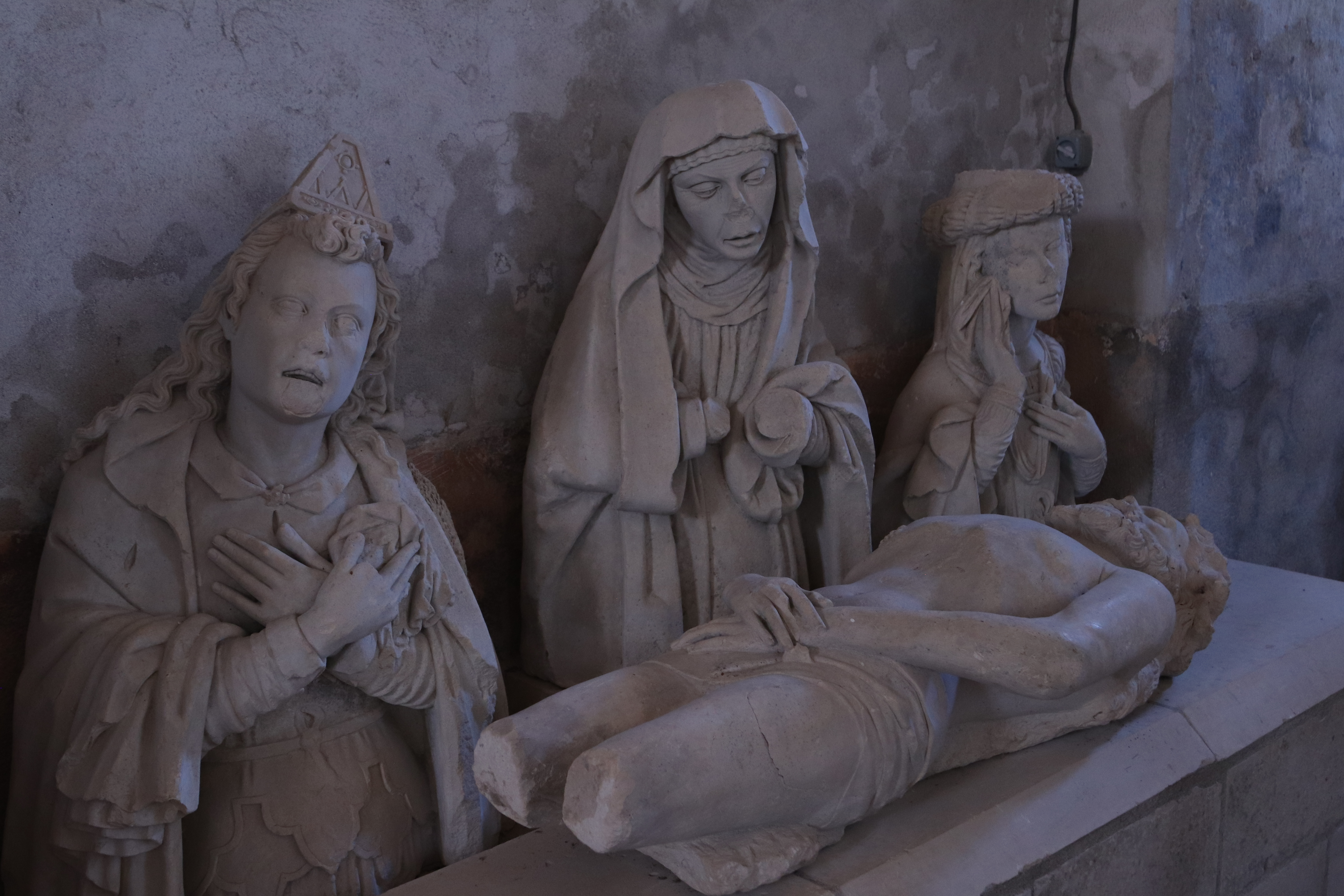
La mise au tombeau de l'église Saint-Martin de Langeron.

- La mise au tombeau de l'église Saint-Martin de Langeron.L'église du village date de l'Ancien Régime, placée sous le vocable de saint Martin, on peut y voir gravées sur un mur les armoiries des Andrault (avant leur union au Gentien). La crypte contient les tombeaux de nombreux membres de la Maison Andrault jusqu'à la Révolution. Ensemble remarquable se trouvant dans l'édifice ; une mise au tombeau composée de trois personnages entourant un christ allongé : saint Jean-Baptiste, la vierge et sainte Madeleine. Ces quatre statues datant du premier quart du XVIe siècle ornaient les tombeaux de la crypte. Vandalisées à la Révolution et exposées dans le cimetière avant d'être entassées dans le caveau des comtes, elles furent réinstallées dans la nef en 1922. L'ensemble est désormais classé au titre de monuments historiques.
- Il ne reste de l'ancien château, brûlé à la Révolution, qu'une tour médiévale (propriété privée) sur laquelle on peut voir en partie effacées les armoiries des Andrault avant leur alliance avec les Gentien (d'Azur aux trois étoiles d'argent, deux anges tenant l'écu).

## Personnalités liées à la commune
- Louis Alexandre Andrault
- Maison Andrault